# Мартін Веткал
Мартін Веткал (ест. Martin Vetkal, нар.21 лютого 2004, Таллінн, Естонія) — естонський футболіст, півзахисник італійської «Роми» та національної збірної Естонії.

## Ігрова кар'єра

### Клубна
Мартін Веткал народився у Таллінні і є вихованцем столичного клубу «Калев», де з 2012 року він займався у клубній футбольній школі. 21 червня 2019 року Веткал дебютував в основі команди у матчах чемпіонату Естонії. Перший забитий гол Мартіна 9 листопада 2019 року зробив його наймолодшим автором голу в історії чемпіонатів Естонії. На той момент Веткалу виповнилося 15 років і 261 день.
У 2020 році Ваткал перебрався до Італії, де приєднався до футбольної академії римської «Роми». У сезоні 2022/23 футболіст став переможцем молодіжного Кубку Італії. А з сезону 2023/24 півзахисника було переведено до першої команди «Роми».

### Збірна
З 2018 року Мартін Веткал виступав за юнацькі збірні Естонії.
13 жовтня 2023 року у матчі кваліфікації до Євро - 2024 проти команди Азербайджану Веткал дебютував у складі національної збірної Естонії.

## Титули
Рома U19
- Переможець молодіжного Кубку Італії: 2022/23